# Юность (стадион, Калинино)
«Юность» (укр. Юність) — футбольный стадион в селе Калинино, Красногвардейского района. Стадион являлся домашней ареной для клуба Первой лиги «Феникс-Ильичёвец». Вместительность стадиона 2500 зрителей, есть гостиница.
В 2007 году при участии председателя правления «Мариупольского металлургического комбината имени Ильича» Владимира Бойко состоялось торжественное открытие реконструированного спортивного комплекса «Юность». Появились трибуны на 1300 мест, вместо искусственного газона был уложен натуральный, голландского производства. Был открыт тренажёрный зал в котором занимаются игроки клуба и воспитанники ДЮСШ, также и представители греко-римской борьбы. Был реконструирован восстановительный комплекс, в составе которого есть душевая, сауна и планируется открытие плавательного бассейна. Функционируют раздевалки для игроков. В административном здании клуба есть судейская комната, комната делегата матча, пресс-центр, зал для деловых переговоров, ложа для почётных гостей и бар для болельщиков.